# 하비에르 수비야가
호세 하비에르 수비야가 마르티네스(스페인어: José Javier Zubillaga Martínez, 1959년 8월 12일, 라 리오하 주 로그로뇨 ~)는 스페인의 전직 축구 선수로, 현역 시절 미드필더로 활약했다.

## 축구 경력
현역 10년을 활약하면서, 수비야가는 레알 소시에다드와 에스파뇰에서 활약했다. 그는 1981-82 시즌 레알 소시에다드 소속으로 라 리가 우승을 거두기도 했지만, 단 8경기 출전에 그쳤다.(184분 경기를 뛰었고, 90분을 소화한 경기는 없었다) 그는 바스크 연고 구단이 코파 델 레이 코파 델 레이 우승을 거둔 1987년까지 레알 소시에다드 소속이었는데, 가장 많은 경기에 출전한 시즌에 출전한 경기 수는 18경기에 불과했고, 그 해 여름에 산 세바스티안을 떠났다.
이후 수비야가는 카탈루냐 주에서 4년을 보냈는데, 한 차례 승격과 강등을 경험했는데, 두 번의 경험을 2년 연달아 경험했다. 그는 1991년에 32세가 거의 다 되어서 은퇴했는데, 이후 몇십 년동안 감독일을 했는데, 세군다 디비시온 B에서만 활약했다. 그는 1994년을 기점으로 구단 행정일도 했는데, 고향 로그로녜스 소속으로 근무하기도 했다.

## 수상
레알 소시에다드
- 라 리가: 1981–82
- 코파 델 레이: 1986–87
- 수페르코파 데 에스파냐: 1982

에스파뇰
- UEFA컵 준우승: 1987–88